# Alfred Horn (Fußballspieler)
Alfred Horn (* 7. September 1936 in Donndorf; † 3. April 2018) war ein deutscher Fußballspieler. Von 1959 bis 1963 absolvierte der Halbstürmer beziehungsweise Außenläufer im damaligen WM-System für die Vereine FC Bayern Hof und Eintracht Frankfurt in der Fußball-Oberliga Süd insgesamt 102 Ligaspiele und erzielte 28 Tore.

## Werdegang
Über die Stationen TSV Donndorf und VfB Bayreuth kam der offensive Mittelfeldspieler im Jahr 1954 zum FC Bayern Hof. Bei den Schwarz-Gelben vom Stadion Grüne Au erlebte er 1958/59 als Vizemeister den Aufstieg in die Oberliga Süd. Der Aufbauspieler mit Schusskraft aus der zweiten Reihe debütierte am 23. August 1959 bei der 2:6-Auswärtsniederlage bei Kickers Offenbach in der Oberliga. Am Rundenende hatte er 29 Ligaspiele absolviert und neun Tore erzielt; Hof erreichte mit dem 13. Tabellenrang den Klassenerhalt. Seine Spielleistung führte ihn am 7. November 1959 in die U23-Nationalmannschaft des DFB, die in Miskolc ein Freundschaftsländerspiel gegen die Auswahl Ungarns bestritt. In der Angriffsformation Elmar May, Horn, Heinz Strehl (der beide Tore erzielte), Bernhard Steffen und Dieter Backhaus reichte es zu einem 2:2-Remis. Nach seinem zweiten Oberligajahr mit Hof (27 Spiele – acht Tore) wechselte Horn 1961 innerhalb der Oberliga Süd zu Eintracht Frankfurt.
Mit der Mannschaft vom Riederwald errang er 1961/62 die Vizemeisterschaft im Süden; er hatte in 18 Einsätzen drei Tore erzielt. Zur Halbzeit führte die Eintracht mit 26:4 Punkten und 51:16 Toren die Tabelle an. In der wegen der Fußballweltmeisterschaft in Chile verkürzten Endrunde um die deutsche Meisterschaft kam er in den Spielen gegen den 1. FC Köln (1:3) und den FK Pirmasens (8:1) zum Einsatz. Im letzten Jahr der alten erstklassigen Oberliga, 1962/63, war Horn mit 28 Ligaspielen und acht Toren Stammspieler der Elf von Trainer Paul Oßwald. Die Hessen belegten den vierten Rang und waren damit für die neu eingeführte Fußball-Bundesliga qualifiziert. Im Mai/Juni 1962 war Horn mit seinem Verein auf einer Weltreise. Stationen waren Athen, Kairo, Bombay, Kalkutta, Bangkok, Kuala Lumpur, Tokio, Hawai, San Francisco, Vancouver, Winnipeg, Toronto und New York.
Nach zwei Jahren in der Oberliga stand Horn für die Eintracht am 1. Spieltag der neu eingeführten Bundesliga beim Heimspiel am 24. August 1963 gegen den 1. FC Kaiserslautern als rechter Außenläufer auf dem Platz. In der gesamten Saison absolvierte Horn 20 Spiele, in denen er drei Tore erzielte. Punktgleich mit Vizemeister Meidericher SV – beide je 39:21 Punkte – belegte Frankfurt den dritten Rang. In der Spielzeit 1964/65 konnte er infolge Verletzungen kein weiteres Spiel mehr bestreiten; deshalb wurde er 1965 zum Sportinvaliden erklärt und beendete seine Karriere.